# 広井てつお
広井 てつお（ひろい てつお、1950年10月20日 - 2008年8月28日）は、日本の漫画家。岡山県西大寺市（現・岡山市東区）出身。本名、廣井哲雄。パチンコ漫画の「小石川のテツ 一発逆転!」の作中や、Web上のBBSでは「小石川のテツ」、「岡山のテツ」、「テツ携帯」などと名乗ることからファンからは「テツ先生」と呼ばれ慕われていた。中山蛙などの古くからの漫画家仲間達からは「てっちゃん」と呼ばれていた。

## 人物
オートバイとパチンコとタバコをこよなく愛した。クルマ、戦闘機などの乗り物やパソコン、カメラなどのメカも好み、愛用のパソコンのパーツ集めのために秋葉原によく愛車のホンダCS90改で出没した。
弟子の育成も得意とし、広井の弟子を経て活躍する漫画家は多い。自分は賞を取らないが、弟子の中には賞を取った者もいる。
作品は等身大な題材が多く、本人も作品同様に等身大的な人付き合いすることで知られていたが、広井を慕う漫画家仲間は多い。また、多くのファンとの色々な交流があり、ファンと作家の関係を超えたつきあいを数多くのファンと行い、さらに友人やファンを自分の作品に描かくことでも多くのライダーやパチンカーに親しまれた。  

## 経歴
1982年、『ミスターバイク』8月号に「W1ララバイ」が掲載された。以降、続編になる作品を不定期ながら連載した。
また、同バイク雑誌に1986年4月号 - 1986年9月号の間の連載で「ゲッティツオール」と言う本人自身が行ったアメリカ横断ツーリングを漫画にした作品が掲載された。これは1988年に『ミスターバイク』5月臨時増刊『ライダーズ ラプソディ』に｢西大寺ぶるうす｣などの作品と共に収録されている。
『ミスターバイク』5月臨時増刊『ライダーズ ラプソディ』から20年後の2008年、『ミスターバイク』1月号に「西大寺ぶるうす ぱぁと・3」が掲載された。 更に『ミスターバイク』2月号に「西大寺ぶるうす ぱぁと・4」が掲載され、広井の最後の作品である「西大寺ぶるうす ぱぁと・5.5」が『ミスターバイク』11月号に掲載された。この｢西大寺ぶるうす｣のシリーズは、広井自身の若い頃のエピソードや家族に故郷である西大寺を題材にした作品である。
『パチンコ天国』でも創刊から2007年まで漫画を連載した。

## 略歴
- 20歳のとき上京し、村野守美に師事。手塚治虫、江波じょうじのアシスタントを経て独立。
- 1975年、『COM』で「小さな世界」を発表してデビュー。
- 1982年、『ミスターバイク』8月号に「W1ララバイ」が掲載される。
- 1983年、『ミスターバイク』8月号に「キャノンボールに乾杯!」が掲載される。
- 1984年、『ミスターバイク』1月号に「SINCE1932 あるバイク屋の親父の自伝」が掲載される。
- 1984年、『ミスターバイク』4月号に「わだつみに消えたポインター」が掲載される。
- 1984年、『ミスターバイク』11月号に「西大寺ぶるうす」が掲載される。
- 1985年、『ミスターバイク』3月号に「続･西大寺ぶるうす」が掲載される。
- 1986年、『ミスターバイク』4月号～9月号に連載で「ゲッティツオール」が掲載される。
- 1988年、『ミスターバイク』5月臨時増刊、ライダーズ ラプソディが発売される。
- 1988年、日本出版社から11月20日発行で単行本「W1ララバイ」が発売される。
- 2008年、『ミスターバイク』1月号に「西大寺ぶるうす ぱぁと・3」が掲載される。
- 2008年、『ミスターバイク』2月号に「西大寺ぶるうす ぱぁと・4」が掲載される。
- 2008年、『ミスターバイク』11月号に「西大寺ぶるうす ぱぁと・5.5」が掲載される。
- 2008年、少年画報社版の単行本「W1ララバイ」が11月7日に発売される。

## 作品リスト
- 小さな世界
- 馬上の虎
- W1ララバイ
- キャノンボールに乾杯!

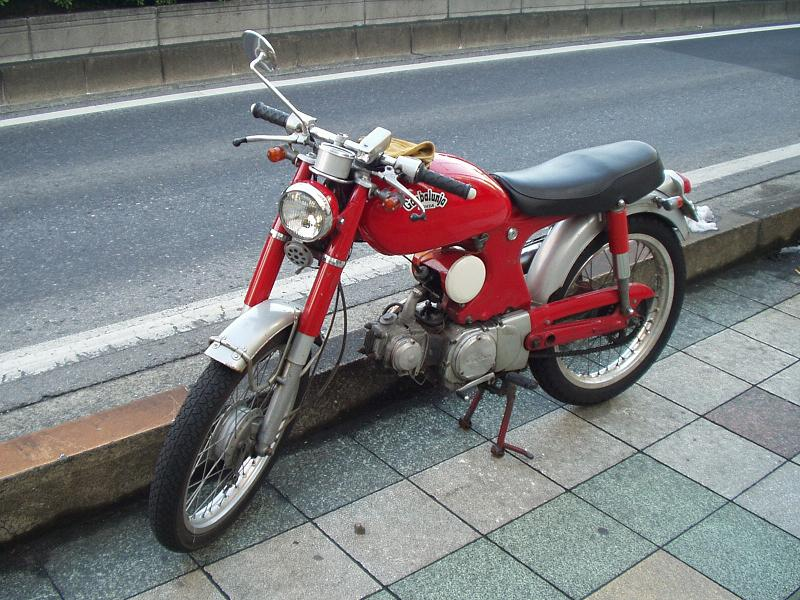
広井の愛車 ホンダ・CS90改

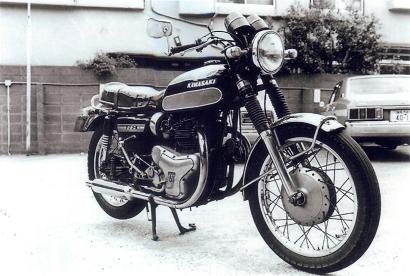
かつての愛車 カワサキ・W1SA

- SINCE1932 あるバイク屋の親父の自伝
- わだつみに消えたポインター
- 西大寺ぶるうす
- ゲッティツオール
- ライダーズラプソディ
- レッドゾーンダンシング
- サムライハイウェイ
- 510クーペ えれじい
- 戦記コミック 第2次世界大戦
- 小石川のテツ一発逆転!
- マンガスーパーテクニック講座
- 必勝750cc（ナナハン）免許
- チャレンジTheライディング
- 郷土の歴史おかやまの交通今昔物語
- マンガ 全予測 90年代の日本
- プロジェクトX 夢のロータリーエンジン誕生
- まんがでわかるLAN入門
- その時歴史が動いた　コミック版　（昭和史）復興編
  - 『国際連合加盟—重光葵日本から世界へのメッセージ』

## エピソード
- 作画に対するこだわりが強く、仕上がった原稿を編集者に渡す直前であっても気に入らない箇所があればすぐ描き直すことが多かった。編集者に対しては「間に合わない締め切りを間に合わせるのが編集の仕事だろ!」と公言して、漫画家仲間の中島昌利たちは「あんなセリフ、一度は言ってみたい」とコメントした。
- 編集者などの関係者にとって、締め切りを守らない広井に泣かされぱなしだが[3]、そんな広井に対しそのことを仲間の漫画家たちは、そのシーンをギャグで描き[4]、担当者からは「“締め切り”に関してはアウトランドの人」、「バイクを描かせたら日本一!」などとコメントされた[5]。
- 他人の仕事の手伝いも行い、単行本1巻分の作画を行うこともあった[6]。その一つが石ノ森章太郎の『マンガ日本経済入門』で乗り気ではない石ノ森に代わり作画を1巻のみ代筆。本は大ベストセラーになるも広井は原稿買取契約だったので、印税がもらえずその恩恵を受けることが出来なかった。
- また、あるCMページの仕事もしたが、原稿料代わりに新古のエアブラシ用コンプレッサーを原物支給されたこともあった[7]。
- 人との出会いを大切にし、付き合いが良く、作家同士はもちろん、ファンにもとても気さくに接していた[8]。
- 「西大寺ぶるうす ぱぁと・5.5」を執筆中に胆石で入院、手術する。完治と思われたがそのすぐ後に口中に違和感を覚え、いくつもの病院を回った結果、上顎歯肉悪性腫瘍、癌の診断が下った。珍しい病巣のため確定されるまでに時間がかかり、さらには手術するも病巣が取り切れていなかった。延命治療のみとなる闘病生活の最中、病室にパソコンなどの仕事道具を持ち込み、手術直前まで執筆、執念で「西大寺ぶるうす ぱぁと・5.5」を仕上げる。これが広井の漫画家人生最後の作品となった。同時に少年画報社版の単行本「W1ララバイ」のための原稿修復を手術後にもかかわらず病室にて敢行、病床の広井を心配して自主的に集まった数多くの仲間･関係者･家族が広井の手足となり、広井の指示を仰ぎ原稿修復作業に協力、原画喪失状態からの発刊を成し遂げた。念願であった発売日を待つことなく2008年8月28日午前8時52分他界、57歳であった[9]。
- 広井の死後、古くからの漫画家仲間である中山蛙などの呼びかけによって、広井の誕生日である10月20日の前夜祭として2008年10月19日に数多くの仲間、家族、関係者、ファンが集まり、誕生日と｢W1ララバイ｣の発刊を祝った。
- 「ゲッティツオール」を読んだファンには強い影響を与え、この作品をきっかけにして自動二輪の免許を取得し、アメリカンバイクに乗るようになったファンもいる。さらには実際にアメリカ横断のツーリングに行ったファンも現れた。後にそのことを知った広井は「自分の作品には責任を持たなくちゃ」と語っている[10]。

## 師匠
- 村野守美
- 江波じょうじ
- 手塚治虫

## アシスタント
- 田中茂
- 延原利定
- 佐久間史幸
- ひろゆうこ